# Çamlıyamaç, Uzundere
Çamlıyamaç là một xã thuộc huyện Uzundere, tỉnh Erzurum, Thổ Nhĩ Kỳ. Dân số thời điểm năm 2011 là 445 người.